# Susłongier
Susłongier (ros. Суслонгер, mar. Суслэҥер) – osiedle typu miejskiego w środkowej Rosji, na terenie wchodzącej w skład tego państwa Republiki Mari El, we wschodniej Europie.
Miejscowość liczy 3557 mieszkańców (1 stycznia 2005 r.).